# Geophilomorpha
Los geofilomorfos (Geophilomorpha) son uno orden de miriápodos quilópodos con el cuerpo sumamente alargado, delgado y deprimido, con más de 25 pares de patas. Viven bajo piedras y en el suelo y son especialistas al perseguir y capturar lombrices de tierra en sus propias galerías subterráneas.

## Distribución
Su distribución es prácticamente global, presentes en todos los ecosistemas terrestres, sólo ausentes en regiones más frías del planeta (incluido todo el continente Antártico). El grupo alcanza su diversidad máxima en las regiones tropicales y subtropicales. Se conocen unas 1250 especies en 7 familias (aunque algunos tratados reconocen hasta 16 familias), 215 géneros vivientes y cuatro géneros fósiles (Bonato, 2011; Bonato et al., 2014a, 2014b).

## Taxonomía
Los geofilomorfos incluyen las siguientes familias:
Aphilodontidae - 
Azygethidae - 
Ballophilidae - 
Dignathodontidae - 
Eriphantidae - 
Geophilidae - 
Gonibregmatidae - 
Himantariidae - 
Linotaeniidae - 
Macronicophilidae - 
Mecistocephalidae - 
Neogeophilidae - 
Oryidae - 
Schendylidae - 
Sogonidae - 
Soniphilidae